# Musée africain de Lyon
Le musée africain de Lyon, officiellement le musée africain des cultures de l'Afrique de l'Ouest, est doté de l'une des plus importantes collections consacrées aux arts et cultures d'Afrique de l'Ouest. Inauguré en 1861, il est situé au 150, cours Gambetta dans le 7e arrondissement de Lyon. Il a fermé ses portes le 27 novembre 2017.
L'espace laissé libre a été dédié au Carrefour des Cultures Africaines, lequel permet de conserver l'accès à la bibliothèque.

## Histoire

### Création
Le Musée Africain de Lyon naît à l'initiative de la Société des Missions Africaines et plus particulièrement grâce à la volonté d’Augustin Planque (1826-1907).
À la tête de la Société des Missions Africaines dès 1907, l'homme se montre rapidement soucieux de présenter aux Lyonnais le travail entrepris par la mission, bien sûr, mais aussi l'Afrique. C'est un souhait dont il fait, d'ailleurs, état à de nombreuses reprises dans sa correspondance, et ce dès le début de l'année 1861. Il écrit ainsi à ses missionnaires, le 20 février 1861, les priant d'envoyer « toute espèce de choses du Dahomey ». En mai de la même année, il précise dans une autre lettre : «  Nous voulons avoir dans notre musée tous vos dieux d'abord, des armes, des outils, des ustensiles de ménage, en un mot rien ne doit y manquer ».
À la fin de l'année 1861 un « embryon » de musée, constitué d'une salle unique, voit le jour à Saint-Foy-Lès-Lyon, au sein de la maison-mère de la SMA. Cette démarche s'inscrit parfaitement dans le contexte muséal français de l'époque. Lorsqu'en 1870, la Mission emménage à Lyon dans de nouveaux bâtiments situés sur le Cours Brosse, la collection part avec elle.

### Musée de la Société des Missions Africaines

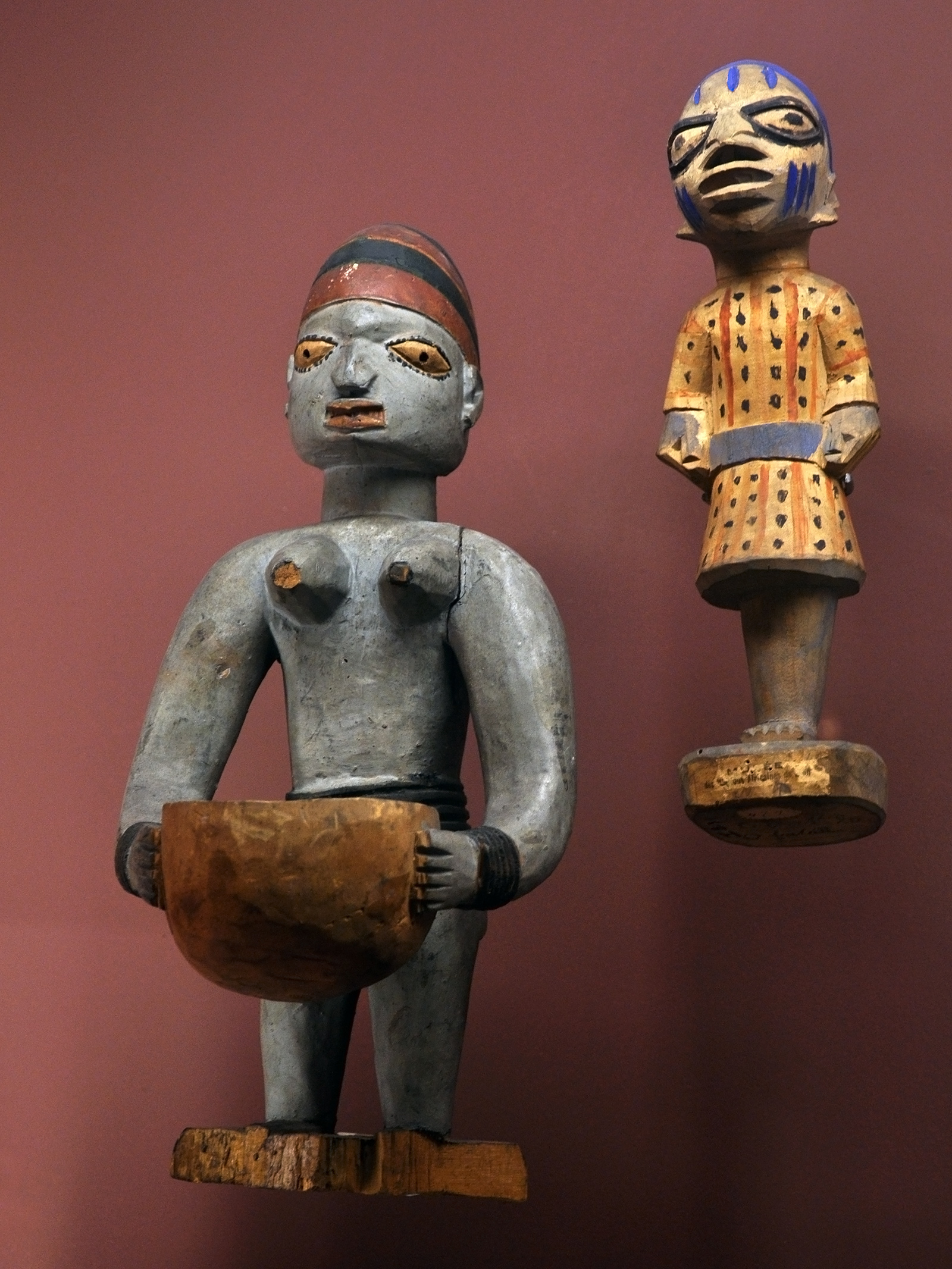
Statuettes représentant deux Orishas, culture Yoruba, fin du XIXe siècle (actuel Nigeria).

Néanmoins, il faudra attendre les années 1920 pour que le musée « prenne réellement vie » et s'étende sur trois salles. Le premier niveau abrite déjà quelques pièces d'art chrétien. Les objets sont alors accompagnés de photographies de paysages, de missionnaire à l’œuvre, ainsi que de dioramas.
Depuis les années 1970, le musée tente de s'inscrire dans une démarche de modernité, passant progressivement du musée missionnaire au musée d'ethnologie.
En 1977, le musée ferme ses portes pour permettre la mise en place d'une nouvelle muséologie, deux des trois étages sont alors repensés. Le troisième étage sera quant à lui rénové en 2000. La collection est répartie sur trois thématiques : La vie quotidienne, la vie sociale et l'influence européenne, et enfin la vie religieuse.

### 2012-2017
De 2012 à 2017, la gestion du musée est assurée par une association laïque, l'Association du Musée Africain de Lyon.
Le Musée Africain de Lyon a alors pour objectif de favoriser le dialogue interculturel, ce qu'il s'efforce de faire au travers de ses expositions, événements, visites guidées et ateliers créatifs.
Faute de financement et de visiteurs, le musée ferme ses portes au public le lundi 27 novembre 2017.

## Collection
La collection du musée se compose de plus de 8 000 pièces diverses : objets du quotidien, outils, bijoux, parures, armes, textiles, figurines en laitons, instruments de musique, emblèmes royaux, objets de culte, statuettes, poteries rituelles et masques.
Ce ne sont pas moins de 2126 pièces provenant d'Afrique de l'Ouest qui sont exposées de manière permanente sur les 750 m2 que compte le Musée Africain. L'espace d'exposition permanente se compose de trois étages, chaque étage aborde une thématique spécifique.

### Vie quotidienne
Le premier étage est consacré à la vie quotidienne des villages de l'Afrique de l'Ouest du début du XXe siècle. L'activité agricole, la pêche, la chasse, l’artisanat y sont notamment évoqués.

### Vie sociale
Le second étage rassemble des pièces évoquant la vie sociale : emblèmes royaux, relations avec l'Europe et instruments de musique.
Cet étage abrite également une impressionnante collection de poids à peser l'or Akans.

### Vie religieuse et artistique
Le dernier étage est consacré aux religions traditionnelles et aux masques.

## Aujourd'hui

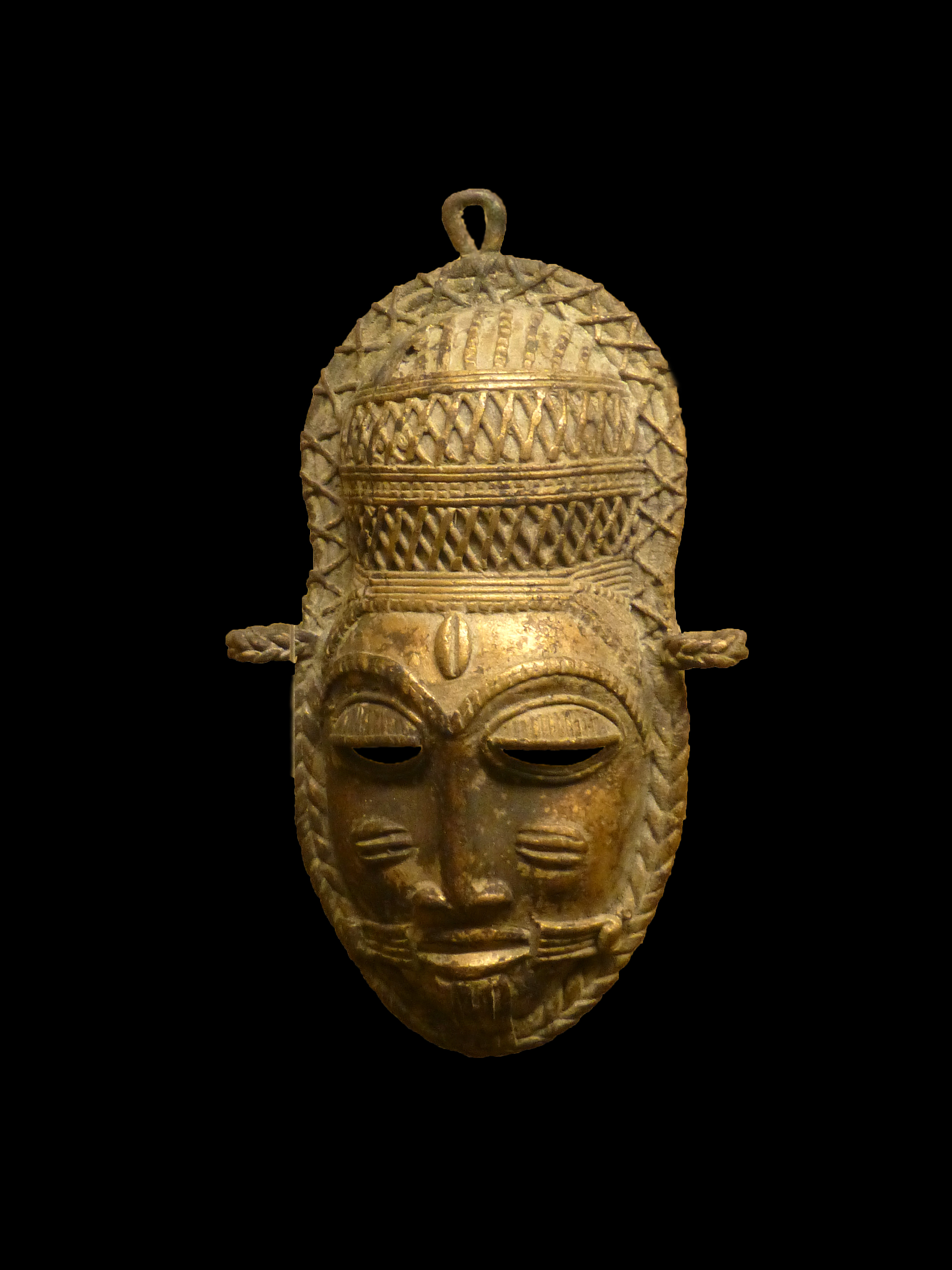
Masque pendentif Ébrié, Côte d'Ivoire.

L’objectif du musée est de favoriser une découverte multidimensionnelle des cultures et civilisations de l’Afrique de l’Ouest. Cette découverte peut d’abord être esthétique mais la visite du musée doit aussi, et surtout, être l’occasion d’un dialogue, d’un échange.
Les collections du musée montrent non seulement la diversité mais aussi l’universalité de certaines pratiques et croyances. Elles disent également une partie de l’histoire coloniale de la France et éclairent les relations complexes entre la France et l’Afrique. Cette rencontre de l’« autre » et ce dialogue interculturel sont l’une des principales missions que s’est fixées le musée.
Le musée vise particulièrement le dialogue avec les diasporas africaines en France. Dans cette perspective, le musée consacre la plupart de ses expositions temporaires aux productions culturelles de toutes natures liées à l’Afrique contemporaine et à ses diasporas. Une partie de ces expositions est consacrée à l’art contemporain africain, que le musée reste l’un des rares à présenter en France.

### Expositions temporaires
- Portraits de femmes, du 8 février 2017 au 31 juillet 2017
- Objets d'amis, objets chéris, du 14 septembre 2016 au 31 décembre 2016
- Jeux d'enfants - Figurines rituelles, du 29 janvier 2016 au 31 juillet 2016
- L’ancien et les modernes, exposition présenté dans le cadre de la Veduta de la d'art contemporain de Lyon, du 8 septembre 2015 au 3 janvier 2016
- Art Gèlèdè, miroir d’une société, objets de la collection de Jean-Yves Augel, du 6 mars au 31 juillet 2015
- Pascale Marthine Tayou, FAST & SLOW, du 17 septembre 2014 au 15 février 2015
- Vodou, du visible à l'invisible, objets de la collection de Claude Rouyer, photographies d’Agnès Pataux, du 20 mars au 31 juillet 2014
- Le Refus de Rosa Parks, Ndary Lo, du 11 septembre 2013 au 2 mars 2014
- A la Guillotière, la petite Afrique, photographies de Benjamin Vanderlick, du 15 mai au 28 juillet 2013
- Atelier Tokoudagba, du 12 janvier au 5 mai 2013
- Cheikh Ndiaye : Cinémas Africa, du 15 septembre au 30 décembre 2012
- Afrique illustrée : du mythe au quotidien, du 2 juin au 29 juillet 2012
- Gémellités, du 22 février au 20 mai 2012
- Clins d'œil d'Afrique, du 22 octobre 2011 au 15 janvier 2012
- Babacar Touré, du 7 septembre au 9 octobre 2011
- Simplice Ahouansou, du 21 mai au 24 juillet 2011
- Hommage à Joêl Dossou, du 18 février au 8 mai 2011
- D’une Afrique, l’autre, William Adjete Wilson, du 30 octobre au 30 décembre 2010
- Oumar Ly, du 28 mai au 24 juillet 2010
- L’Afrique au quotidien : la collection Meynet, en collaboration avec le musée des Confluences, du 9 octobre au 29 novembre 2009
- Guissané : La poésie du signe, du 9 septembre au 4 octobre 2009
- Cosmologie Bambara : le Sigui et les 4 points cardinaux, du 29 avril au 31 juillet 2009
- Un vie d'ailleurs, du 11 mars au 19 avril 2009
- Couleurs en terre Yoruba, du 28 octobre 2008 au 25 janvier 2009
- Bois Vivant, Trésors de génie, du 16 avril au 31 juillet 2008
- En terre inconnue, regards des missionnaires sur l’Afrique, exposition présentée dans le cadre de « l’Esprit d’un siècle, Lyon 1800 – 1914 », en partenariat avec la Ville de Lyon, du 28 avril au 31 juillet 2007
- La fonderie d'art et l'empreinte africaine, partenariat entre le lycée Hector-Guimard et l'artiste Bomavé Konate, du 16 au 26 février 2006
- Les Poids Akan à peser la poudre d'or, du 6 avril au 2 juillet 2006
- Sculptures & Peintures de Frédéric Voisin, du 15 novembre au 30 décembre 2006

### Événements
Le musée Africain propose régulièrement des projections, des conférences et autres événements culturels en lien avec ses expositions temporaires.

### Visites guidées et les ateliers créatif
Le Musée Africain organise des visites guidées à destination des particuliers, groupes et groupes scolaires sur réservation.
Des ateliers créatifs sont proposés aux enfants pendant les vacances scolaires, l'agenda est disponible en ligne : Agenda des ateliers créatifs.
Il est également possible pour les enfants de fêter leur anniversaire au musée.

## Bibliothèque
Le musée dispose d'une bibliothèque, qui met à disposition 7 000 documents, à consulter sur place. Les thèmes abordés sont les suivants : arts, ethnographie, ethnologie, géographie, histoire, littérature et religion.
Un catalogue en ligne est disponible à l'adresse suivante : Bibliothèque Musée Africain